# Fritz Börjesson
Fritz Arne Börjesson, född 13 november 1908 i Glömminge församling, Kalmar län, död där 28 december 2003, var en svensk lantbrukare och politiker (i centerpartiet).
Börjesson var verksam som lantbrukare i Glömminge, cirka 10 kilometer norr om Färjestaden på Öland. I ungdomen började han engagera sig politiskt i Svenska Landsbygdens Ungdomsförbund. Han var ledamot av riksdagens andra kammare 1955–1979 i Kalmar läns valkrets. 
Börjesson var en starkt drivande kraft i att få en fast förbindelse mellan Kalmar och Öland. Den 30 september 1972 invigde han Ölandsbron i Möllstorp på Öland medan dåvarande kronprins Carl Gustaf förrättade den officiella invigningen på Kalmarsidan.